# スタンレー・スキューズ

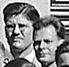
1932年、チューリッヒでのスキューズ（左）

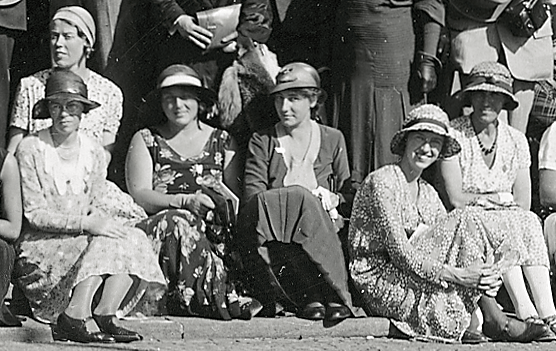
1932年、チューリッヒでの国際数学者会議でスタンレー・スキューズを伴ったスキューズ夫人（左前列）

スタンレー・スキューズ（英語: Stanley Skewes /skjuːz/, 1899年 - 1988年）は1933年にスキューズ数を発見したことで知られる南アフリカ人の数学者。彼はケンブリッジ大学でのジョン・エデンサー・リトルウッドの弟子だった。スキューズ数によって素数定理は改善された。

## 経歴
スキューズはイングランドに移る前、スキューズはケープタウン大学で土木工学の学位を取得している。彼はケンブリッジ大学で数学を専攻し、1938年に数学の博士号を取得している。
彼は1933年に第1スキューズ数を発見している。素数定理およびリーマン予想との関係から、これはリーマン真スキューズ数（英語: Riemann true Skewes's number）とも呼ばれる。彼は1955年に第2スキューズ数を発見している。これはリーマン予想が偽であったとしても真となる。彼の第一発見以来、スキューズ数は大幅に改善されている。

## 論文
- Skewes, S. (1933). “On the difference π(x) − Li(x) (I)”. Journal of the London Mathematical Society 8 (4):  277–283. doi:10.1112/jlms/s1-8.4.277. Archived May 19, 2007, at the Wayback Machine.
- Skewes, S. (1955). “On the difference π(x) − Li(x) (II)”. Proceedings of the London Mathematical Society 5 (17):  48–70. doi:10.1112/plms/s3-5.1.48. Archived May 19, 2007, at the Wayback Machine.

## 人物
スタンレー・スキューズは1899年、南アフリカ・ジャーミストンで産まれた。彼の父はイングランド・コーンウォールカリー出身の錫鉱夫・分析技師ヘンリー（ハリー）・スキューズで、母はアメリカ生まれのエミリー・モイルである。彼の両親は1894年にコーンウォール・レッドルースからトランスヴァールに移住した。
彼はエナ・アレンと結婚した。彼女はキングス・カレッジ寮長の娘で、才能あるオペラ歌手だった。ケンブリッジ大学ではアラン・チューリングが同期だった。スキューズは南アフリカに戻った後もケンブリッジとコーンウォールを再訪している。また彼は青年期ラグビーに打ち込んでいた。
スキューズと彼の見つけた数はアイザック・アシモフの『アジモフ博士の極大の世界・極小の世界』や『ギネス世界記録』第20版で語られている。スキューズが退官時に残した覚書はケープタウン大学の数学部棟内でガラスケースに保管されている。覚書はスキューズ数と更なる展望について触れている。
彼は1988年、南アフリカ・ケープタウンで死去した。